# Australian Open-mesterskabet i herredouble 2022
Australian Open-mesterskabet i herredouble 2022 var den 110. turnering om Australian Open-mesterskabet i herredouble. Turneringen var en del af Australian Open 2022 og bliver spillet i Melbourne Park i Melbourne, Victoria, Australien i perioden 19. - 29. januar 2022 med deltagelse af 64 par.
Mesterskabet blev vundet af Thanasi Kokkinakis og Nick Kyrgios, som i finalen besejrede Matthew Ebden og Max Purcell med 7-5, 6-4 på en time og 35 minutter. Hverken Kokkinakis eller Kyrgios, der deltog i mesterskabet på et wildcard, havde tidligere været i en grand slam-finale og vandt altså begge deres første grand slam-titel. Ebden var i sin tredje grand slam-finale i karrieren, men det var hans første grand slam-finale i herredouble. Purcell spillede sin anden grand slam-finale, efter han i 2020 havde tabt Australian Open-finalen med Luke Saville som makker.
Kokkinakis og Kyrgios blev det første rent australske par, der vandt Australian Open-titlen i herredouble, siden Todd Woodbridge og Mark Woodforde vandt titlen i 1997. Og det var første gang siden 1980, at herredoublefinalen i Australian Open var et opgør mellem to par fra værtslandet. Og de blev det første wildcard-par, der vandt en grand slam-titel i herredouble, siden Jonathan Marray og Frederik Løchte Nielsen vandt Wimbledon-mesterskabet i herredouble 2012.
Ivan Dodig og Filip Polášek var forsvarende mestre men valgte at forsvare deres titel med to nye makkere. Dodig stillede op sammen med Marcelo Melo, og parret tabte i anden runde til Simone Bolelli og Fabio Fognini. Polášek dannede par med John Peers, og de nåede frem til kvartfinalen, hvor det blev til nederlag til Marcel Granollers og Horacio Zeballos.

## Pengepræmier og ranglistepoint
Den samlede præmiesum til spillerne i herredouble androg A$ 4.102.200 (ekskl. per diem), hvilket var en stigning på 3,0 % i forhold til året før.
| Resultat               | Pengepræmier | Pengepræmier | Ændring ift. 2021 | ATP-point |
| Resultat               | Pr. par      | Total        | Ændring ift. 2021 | ATP-point |
| ---------------------- | ------------ | ------------ | ----------------- | --------- |
| Vindere (1)            | A$ 675.000   | A$ 675.000   | +12,5 %           | 2.000     |
| Finalister (1)         | A$ 360.000   | A$ 360.000   | +5,9 %            | 1.200     |
| Semifinalister (2)     | A$ 205.000   | A$ 410.000   | +2,5 %            | 720       |
| Kvartfinalister (4)    | A$ 113.000   | A$ 452.000   | +2,7 %            | 360       |
| Tabere i 3. runde (8)  | A$ 65.250    | A$ 522.000   | +0,4 %            | 180       |
| Tabere i 2. runde (16) | A$ 45.100    | A$ 721.600   | +0,2 %            | 90        |
| Tabere i 1. runde (32) | A$ 30.050    | A$ 961.600   | +0,2 %            | 0         |
| Samlet præmiesum       | -            | A$ 4.102.200 | +3,0 %            | -         |

## Turnering

### Deltagere
Hovedturneringen havde deltagelse af 64 par, der er fordelt på:
- 57 direkte kvalificerede par i form af deres ranglisteplacering.
- 7 par, der havde modtaget et wildcard.

#### Seedede par
De 16 bedst placerede af parrene på ATP's verdensrangliste blev seedet:
| Seedning | Rang. | Spiller                            | Resultat      |
| -------- | ----- | ---------------------------------- | ------------- |
| 1        |       | Nikola Mektić Mate Pavić           | Anden runde   |
| 2        |       | Rajeev Ram Joe Salisbury           | Semifinalist  |
| 3        |       | Marcel Granollers Horacio Zeballos | Semifinalist  |
| 4        |       | Juan Sebastián Cabal Robert Farah  | Anden runde   |
| 5        |       | John Peers Filip Polášek           | Kvartfinalist |
| 6        |       | Tim Pütz Michael Venus             | Kvartfinalist |
| 7        |       | Nicolas Mahut Fabrice Martin       | Første runde  |
| 8        |       | Jamie Murray Bruno Soares          | Tredje runde  |
| 9        |       | Ivan Dodig Marcelo Melo            | Anden runde   |
| 10       |       | Wesley Koolhof Neal Skupski        | Kvartfinalist |
| 11       |       | Sander Gillé Joran Vliegen         | Første runed  |
| 12       |       | Kevin Krawietz Andreas Mies        | Tredje runde  |
| 13       |       | Raven Klaasen Ben McLachlan        | Tredje runde  |
| 14       |       | Marcelo Arévalo Jean-Julien Rojer  | Første runde  |
| 15       |       | Ariel Behar Gonzalo Escobar        | Tredje runde  |
| 16       |       | Andrej Golubev Franko Škugor       | Første runde  |

#### Wildcards
Syv par modtog et wildcard til turneringen.
| Par                                | Resultat     |
| ---------------------------------- | ------------ |
| Alex Bolt James McCabe             | Første runde |
| Andrew Harris Aleksandar Vukic     | Første runde |
| Rinky Hijikata Tristan Schoolkate  | Anden runde  |
| Treat Huey Christopher Rungkat     | Anden runde  |
| Thanasi Kokkinakis Nick Kyrgios    | Mestre       |
| Jason Kubler Christopher O'Connell | Tredje runde |
| Dane Sweeney Li Tu                 | Tredje runde |

### Resultater

#### Kvartfinaler, semifinaler og finale
| Thanasi Kokkinakis |
| Nick Kyrgios       |

| Tim Pütz      |
| Michael Venus |

| Thanasi Kokkinakis |
| Nick Kyrgios       |

| Marcel Granollers |
| Horacio Zeballos  |

| Marcel Granollers |
| Horacio Zeballos  |

| John Peers    |
| Filip Polášek |

| Thanasi Kokkinakis |
| Nick Kyrgios       |

| Wesley Koolhof |
| Neal Skupski   |

| Matthew Ebden |
| Max Purcell   |

| Matthew Ebden |
| Max Purcell   |

| Matthew Ebden |
| Max Purcell   |

| Simone Bolelli |
| Fabio Fognini  |

| Rajeev Ram    |
| Joe Salisbury |

| Rajeev Ram    |
| Joe Salisbury |

#### Første, anden og tredje runde
| Nikola Mektić |
| Mate Pavić    |

| Facundo Bagnis    |
| Federico Delbonis |

| Nikola Mektić |
| Mate Pavić    |

| Alex Bolt    |
| James McCabe |

| Thanasi Kokkinakis |
| Nick Kyrgios       |

| Thanasi Kokkinakis |
| Nick Kyrgios       |

| Thanasi Kokkinakis |
| Nick Kyrgios       |

| Dominik Koepfer    |
| Jan-Lennard Struff |

| Ariel Behar     |
| Gonzalo Escobar |

| Filip Krajinović |
| Matej Sabanov    |

| Dominik Koepfer    |
| Jan-Lennard Struff |

| Tomislav Brkić |
| Nikola Ćaćić   |

| Ariel Behar     |
| Gonzalo Escobar |

| Ariel Behar     |
| Gonzalo Escobar |

| Sander Gillé  |
| Joran Vliegen |

| Nathaniel Lammons |
| Jackson Withrow   |

| Nathaniel Lammons |
| Jackson Withrow   |

| Jason Kubler          |
| Christopher O'Connell |

| Jason Kubler          |
| Christopher O'Connell |

| A. Davidovich Fokina |
| Jaume Munar          |

| Jason Kubler          |
| Christopher O'Connell |

| Laslo Đere        |
| Stefano Travaglia |

| Tim Pütz      |
| Michael Venus |

| R. Carballés Baena |
| Hugo Gaston        |

| R. Carballés Baena |
| Hugo Gaston        |

| Nicholas Monroe |
| Frances Tiafoe  |

| Tim Pütz      |
| Michael Venus |

| Tim Pütz      |
| Michael Venus |

| Marcel Granollers |
| Horacio Zeballos  |

| Yoshihito Nishioka |
| Jiří Veselý        |

| Marcel Granollers |
| Horacio Zeballos  |

| Mackenzie McDonald |
| John Millman       |

| Jonny O'Mara        |
| Andrej Vasiljevskij |

| Jonny O'Mara        |
| Andrej Vasiljevskij |

| Marcel Granollers |
| Horacio Zeballos  |

| Pablo Andújar  |
| Pedro Martínez |

| Pablo Andújar  |
| Pedro Martínez |

| Dušan Lajović |
| Ivan Sabanov  |

| Pablo Andújar  |
| Pedro Martínez |

| Robin Haase             |
| Botic van de Zandschulp |

| Robin Haase             |
| Botic van de Zandschulp |

| Marcelo Arévalo   |
| Jean-Julien Rojer |

| Kevin Krawietz |
| Andreas Mies   |

| Santiago González |
| Andrés Molteni    |

| Kevin Krawietz |
| Andreas Mies   |

| Andrew Harris    |
| Aleksandar Vukic |

| Austin Krajicek |
| Sam Querrey     |

| Austin Krajicek |
| Sam Querrey     |

| Kevin Krawietz |
| Andreas Mies   |

| Matt Reid       |
| Jordan Thompson |

| John Peers    |
| Filip Polášek |

| Rinky Hijikata     |
| Tristan Schoolkate |

| Rinky Hijikata     |
| Tristan Schoolkate |

| Luke Saville       |
| John-Patrick Smith |

| John Peers    |
| Filip Polášek |

| John Peers    |
| Filip Polášek |

| Nicolas Mahut  |
| Fabrice Martin |

| Aleksandr Nedovjesov |
| Aisam-ul-Haq Qureshi |

| Aleksandr Nedovjesov |
| Aisam-ul-Haq Qureshi |

| Marcos Giron  |
| Kwon Soon-Woo |

| Marcos Giron  |
| Kwon Soon-Woo |

| Aleksandr Bublik |
| Jan Zieliński    |

| Marcos Giron  |
| Kwon Soon-Woo |

| Daniel Altmaier |
| Thiago Monteiro |

| Wesley Koolhof |
| Neal Skupski   |

| Gianluca Mager  |
| Lorenzo Musetti |

| Daniel Altmaier |
| Thiago Monteiro |

| Romain Arneodo |
| Benoît Paire   |

| Wesley Koolhof |
| Neal Skupski   |

| Wesley Koolhof |
| Neal Skupski   |

| Raven Klaasen |
| Ben McLachlan |

| Matwé Middelkoop |
| Philipp Oswald   |

| Raven Klaasen |
| Ben McLachlan |

| Dominic Inglot |
| Ken Skupski    |

| Dominic Inglot |
| Ken Skupski    |

| Tallon Griekspoor |
| Andrea Vavassori  |

| Raven Klaasen |
| Ben McLachlan |

| Jonathan Erlich |
| André Göransson |

| Matthew Ebden |
| Max Purcell   |

| Matthew Ebden |
| Max Purcell   |

| Matthew Ebden |
| Max Purcell   |

| Lloyd Harris   |
| Alexei Popyrin |

| Juan Sebastián Cabal |
| Robert Farah         |

| Juan Sebastián Cabal |
| Robert Farah         |

| Jamie Murray |
| Bruno Soares |

| James Duckworth |
| Marc Polmans    |

| Jamie Murray |
| Bruno Soares |

| Lloyd Glasspool  |
| Harri Heliövaara |

| Lloyd Glasspool  |
| Harri Heliövaara |

| Federico Coria       |
| Albert Ramos-Viñolas |

| Jamie Murray |
| Bruno Soares |

| Rafael Matos          |
| Felipe Meligeni Alves |

| Simone Bolelli |
| Fabio Fognini  |

| Simone Bolelli |
| Fabio Fognini  |

| Simone Bolelli |
| Fabio Fognini  |

| Adrian Mannarino |
| Hugo Nys         |

| Ivan Dodig   |
| Marcelo Melo |

| Ivan Dodig   |
| Marcelo Melo |

| Andrej Golubev |
| Franko Škugor  |

| Dane Sweeny |
| Li Tu       |

| Dane Sweeny |
| Li Tu       |

| Rohan Bopanna          |
| Édouard Roger-Vasselin |

| Treat Huey          |
| Christopher Rungkat |

| Treat Huey          |
| Christopher Rungkat |

| Dane Sweeny |
| Li Tu       |

| Marcus Daniell          |
| Frederik Løchte Nielsen |

| Rajeev Ram    |
| Joe Salisbury |

| Aslan Karatsev |
| Artem Sitak    |

| Marcus Daniell          |
| Frederik Løchte Nielsen |

| Nikoloz Basilashvili |
| Miomir Kecmanović    |

| Rajeev Ram    |
| Joe Salisbury |

| Rajeev Ram    |
| Joe Salisbury |